# Курово (Никулинское сельское поселение, Калининский район)
Ку́рово — деревня в Калининском районе Тверской области. Относится к Никулинскому сельскому поселению.

## География
Расположена южнее Твери, в 2,5 км к югу от деревни Никулино, центра сельского поселения. К юго-востоку от деревни расположен большой дачный массив.

## Население
| 2010 |
| ---- |
| 44   |

В 1997 году — 25 хозяйств, 38 жителей.

## Инфраструктура
Путевое хозяйство. В проекте строительства Высокоскоростной железнодорожной магистрали «Москва — Санкт-Петербург» в районе деревни Курово планируется строительство станции (вокзала) Новая Тверь.

## Транспорт
Автомобильный и железнодорожный транспорт.